# Токтогульское водохранилище

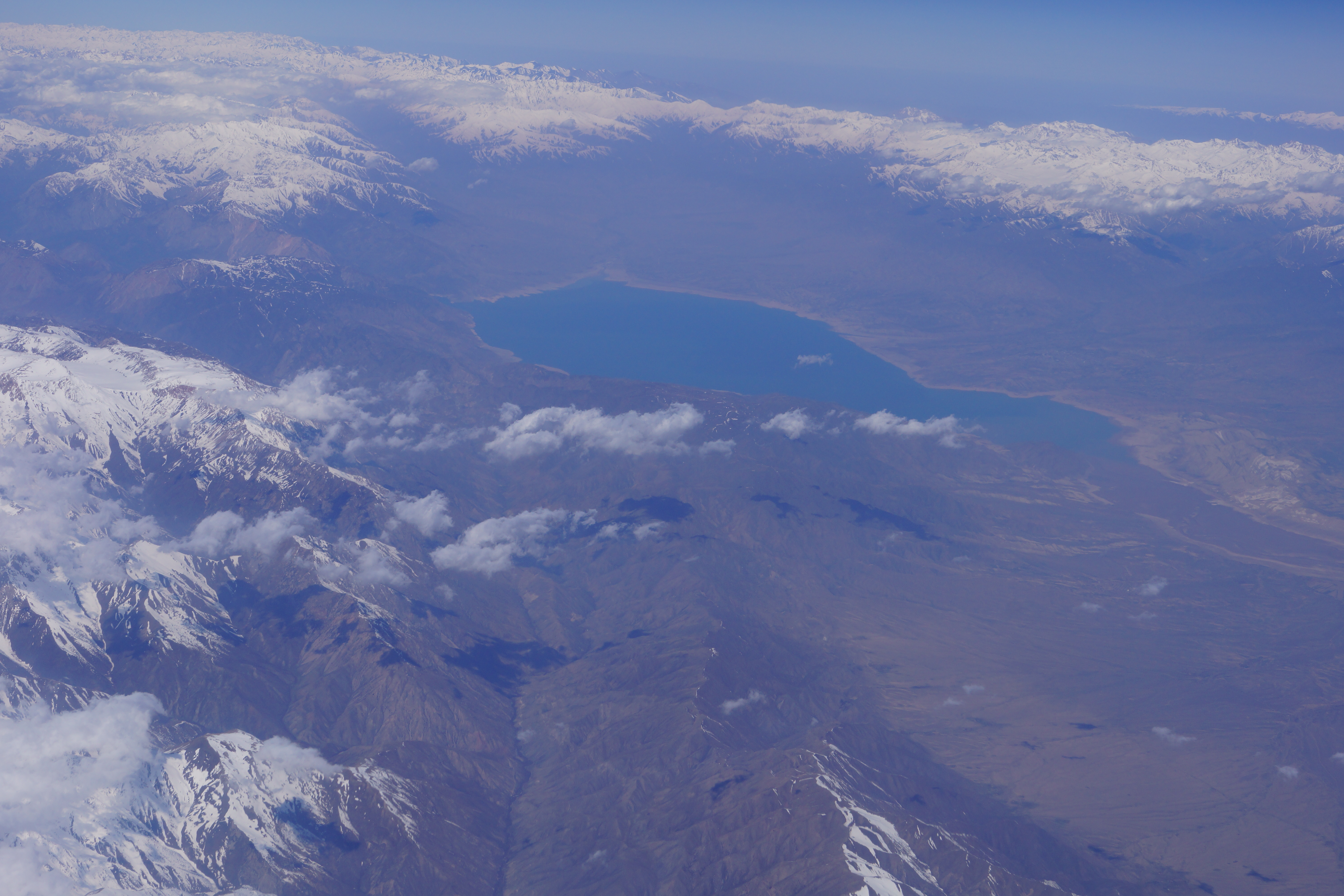
Токтогульское водохранилище с самолёта, 2014

Токтогу́льское водохранилище (кирг. Токтогул суу сактагычы) — водохранилище на территории Токтогульского района Джалал-Абадской области Кыргызстана. Площадь поверхности — 284,3 км².
Образовано плотиной Токтогульской ГЭС на реке Нарын. На северном побережье расположился город Токтогул. Объём чаши ГЭС составляет 19,5 км³. На 22 июля 2010 года объём воды составлял 18 миллиардов 207 миллионов кубометров. В каскад Токтогульских ГЭС входит две станции — непосредственно Токтогульская мощностью 1200 МВт и Курпсайская мощностью 800 МВт. Температура воды варьируется от +5 °C в зимнее время, до +25 °C в летнее время.
Строительство велось более десяти лет и было завершено к середине 1970-х годов. Заполнение началось в 1973 году.
В зависимости от интенсивности таяния высокогорных снегов и темпов расхода воды из резервуара гидроагрегатами Токтогульской ГЭС его уровень сильно колеблется. При максимальном уровне воды в водохранилище — 19,5 миллиарда кубометров, нормальным считается уровень — 17,3 млрд кубических метров, полезный объём воды составляет 14 миллиардов, а «мертвый» (остановка ГЭС) — 5,5 млрд кубометров. Например, 30 марта 2021 года уровень воды снизился до «тревожных» 8,742 млрд кубов.
В 2024 ситуация на Токтогульском водохранилище стала самой критической за последние 5 лет. 2 февраля 2024 года произошла авария на ТЭЦ Бишкека, которая способствовало увеличению нагрузки на ГЭС, включая Токтогульскую. Это привело к увеличенному расходу воды в водохранилище, которое в свою очередь несет опасность спуска воды до «мертвого» уровня. По данным на 4 марта 2024 года, уровень воды в Токтогульском водохранилище — 7 млрд 753 млрд кубов. 
В начале марта 2024 года власти начали реконструкцию гидроагрегата № 1. Это привело к проведению «регулировочных» мероприятий на территории столицы, а также в регионах республики в сфере энергетики.